# Kevin Still
Kevin Still, född den 19 augusti 1960 i Eureka, Kalifornien, är en amerikansk roddare.
Han tog OS-brons i tvåa med styrman i samband med de olympiska roddtävlingarna 1984 i Los Angeles.